# Dabragezas

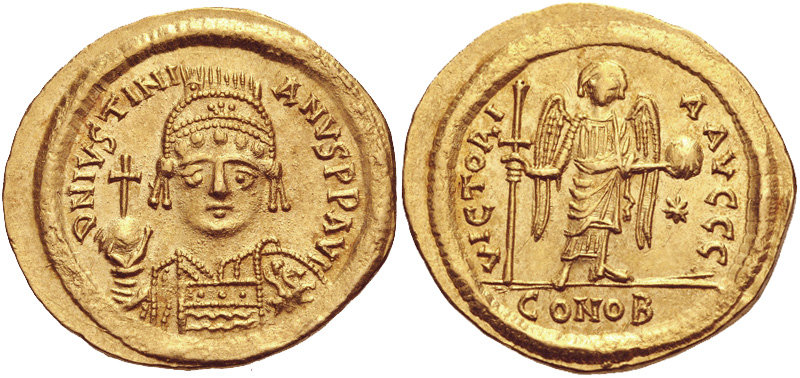
Soldo de Justiniano r.

Dabragezas (em grego: Δαβραγέζας; romaniz.: Dabragézas) foi um oficial bizantino de origem anta do século VI, ativo no reinado do imperador Justiniano (r. 527–565). Era pai de Leôncio. Apareceu no relato de Agátias em 555-556, quando esteve servindo em Lázica como taxiarca no comando de uma ou algumas unidades do exército; é incerto qual seria o ofício neste contexto, com os estudiosos da Prosopografia do Império Romano Tardio sugerindo que fosse um conde dos assuntos militares.
No fim de 555, Dabragezas e Usigardo receberam 600 cavaleiros e foram enviados pelo mestre dos soldados da Armênia Martinho, que estava sitiando Onoguris, para encontrarem os reforços enviados pelo Império Sassânida à região. Foram superados em número pelos três mil cavaleiros persas e regressaram a Onoguris. Em 556, Dabragezas participou da defesa de Fásis durante o cerco persa e foi incumbido com a proteção do rio Fásis com Elmíngiro.